# 警務區
警区是指警察將所要巡逻和負責的区域劃分為多塊，每個警務區由不同的警察負責巡邏。警務區的劃分必然受到各种情况的制约。有时必须考虑到自然特征以及人口数量。对警察来说，如果警務區沒劃分好，可能會顯得太小，也可能顯得太大。